# Trévignon
Le Trévignon est un thonier senneur construit en 2006 par les chantiers navals Piriou (entreprise) à Concarneau.

## Histoire
Le Trévignon avec le Drennec et le Glénan fait partie d'une série de trois thoniers senneurs commandés au chantier Piriou par la Cobrecaf. Le Trévignon, 2e de la série, a été armé et terminé en 2006 aux chantiers Piriou du Moros. 
Il possède une capacité de stockage de 1 500 m3 pour la conservation et la congélation du thon. Il peut atteindre une vitesse de 17,5 nœuds. Ce navire est destiné à la pêche dans l'océan Indien et opère depuis les Seychelles et Mayotte. 
Sur la totalité de l'année 2011, le Trévignon a pêché 5 318 tonnes de thon sur sa zone de pêche dans l'océan Indien.
En février 2012, le Trévignon a été chargé de remorquer le Costa Allegra qui partait à la dérive après un incendie.